# Saint-Ouen-les-Vignes
Saint-Ouen-les-Vignes é uma comuna francesa na região administrativa do Centro, no departamento Indre-et-Loire. Estende-se por uma área de 18,68 km². Em 2010 a comuna tinha 1 022 habitantes (densidade: 54,7 hab./km²).